# 에이민
에이민(1991년 2월 24일 ~ )은 대한민국의 가수다. 2018년 싱글 앨범 [Hide And Seek]으로 데뷔했다.

## 방송
- 언더커버 (2025) - Top60